# 疏齿红丝线
疏齿红丝线（学名：Lycianthes subtruncata var. remotidens）为茄科红丝线属下的一个变种。

## 扩展阅读
- 維基物種上的相關：疏齿红丝线